# Scopula lactaria
Espèce
Synonymes
- Acadalia lactaira Walker, 1861
- Acidalia intervulsata Walker, 1861
- Acidalia tectaria Walker, 1861

Scopula lactaria est une espèce d'insectes de l'ordre des lépidoptères (papillons) et de la famille des Geometridae.
On le trouve en Afrique et sur quelques îles de l'océan Indien (Socotra et La Réunion). 

## Description
Visuellement très similaire à Scopula minorata, il en s'en différencie qu'au niveau de ses organes génitaux. Son envergure est d'environ 15 à 20 mm.